# Thomas Bowdler
Thomas Bowdler, född 11 juli 1754 och död 24 februari 1825, var en brittisk litteratör och Shakespeareutgivare.
Han har genom sin i flera upplagor utgivna Family-Shakespeare (10 band, 1818), gjort mycket för att sprida Shakespeares dramer i breda kretsar.